# Negozio Frigeri
Il negozio Frigeri è il nome di un piccolo edificio di Catania, un tempo adibito ad esercizio commerciale, situato in via Manzoni (al civico 95) e addossato all'abside della Basilica della Collegiata. Fu costruito nel 1909 su un progetto floreale di Tommaso Malerba.